# Sertularella quinquelaminata
Sertularella quinquelaminata is een hydroïdpoliep uit de familie Sertulariidae. De poliep komt uit het geslacht Sertularella. Sertularella quinquelaminata werd in 1931 voor het eerst wetenschappelijk beschreven door Stechow. 